# William Fichtner

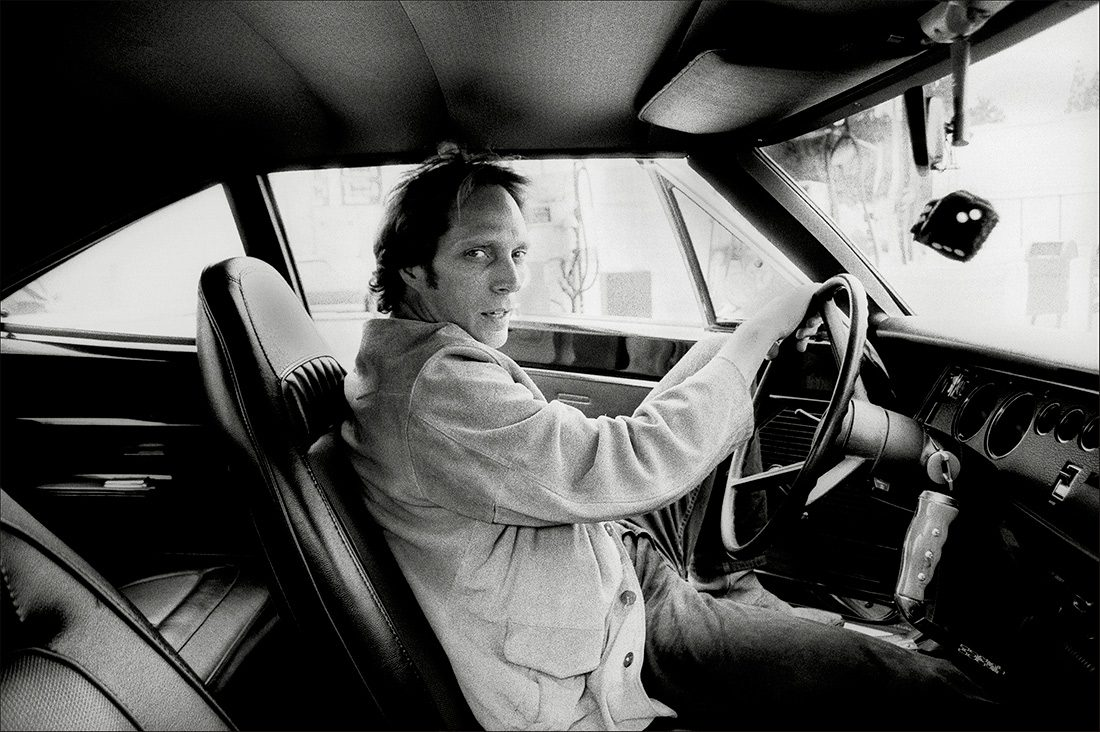
William Fichtner

William Edward "Bill" Fichtner (n. 27 noiembrie 1956, Mitchel Air Force Base⁠(d), New York, SUA) este un actor american. Apare în genericele filmelor sub apelativul William Fichtner sau Bill Fichtner.

## Filmografie
A fost distribuit în serialului Prison Break în rolul agentului Alexander Mahone.
A jucat și în jocul Grand Theft Auto Vice City ca și Ken Rosenberg.

### Film
| An   | Titlu                               | Rol                              | Note |
| ---- | ----------------------------------- | -------------------------------- | --- |
| 1994 | Quiz Show                           | Stage Manager                    | |
| 1995 | Virtuosity                          | Wallace                          | |
| 1995 | Reckless                            | Rachel's Father                  | |
| 1995 | Strange Days                        | Officer Dwayne Engelman          | |
| 1995 | Heat                                | Roger Van Zant                   | |
| 1995 | The Underneath                      | Tommy Dundee                     | |
| 1996 | Albino Alligator                    | Law                              | |
| 1997 | Contact                             | Kent                             | |
| 1997 | Switchback                          | Chief Jack McGinnis              | |
| 1998 | Armageddon                          | Colonel Willie Sharp             | |
| 1999 | Go                                  | Burke Halverson                  | |
| 1999 | The Settlement                      | Jerry                            | |
| 2000 | The Perfect Storm                   | David 'Sully' Sullivan           | |
| 2000 | Drowning Mona                       | Phil Dearly                      | |
| 2000 | Passion of Mind                     | Aaron                            | |
| 2000 | Endsville                           | Prince Victor                    | |
| 2001 | Pearl Harbor                        | Mr. Walker                       | |
| 2001 | Black Hawk Down                     | SFC Jeff Sanderson               | Nominalizare — Phoenix Film Critics Society Award for Best Cast |
| 2001 | What's the Worst That Could Happen? | Detective Alex Tardio            | |
| 2002 | Julie Walking Home                  | Henry                            | |
| 2002 | Equilibrium                         | Jurgen                           | |
| 2004 | Crash                               | Flanagan                         | Hollywood Film Festival Ensemble of the Year Screen Actors Guild Award for Outstanding Performance by a Cast in a Motion Picture Nominalizare — Gotham Independent Film Award for Best Ensemble Cast |
| 2005 | Nine Lives                          | Andrew                           | Nominalizare — Gotham Independent Film Award for Best Ensemble Cast |
| 2005 | The Chumscrubber                    | Dr. Bill Stifle                  | |
| 2005 | The Amateurs                        | Otis                             | |
| 2005 | The Longest Yard                    | Captain Knauer                   | |
| 2005 | Mr. & Mrs. Smith                    | Dr. Wexler                       | Voce; nemenționat |
| 2006 | Ultraviolet                         | Garth                            | |
| 2007 | Blades of Glory                     | Darren MacElroy                  | |
| 2007 | First Snow                          | Ed                               | |
| 2008 | The Dark Knight                     | Bank Manager                     | |
| 2010 | Forehead Tittaes                    | Boss                             | Funny or Die sketch |
| 2010 | Date Night                          | District Attorney Frank Crenshaw | |
| 2011 | The Big Bang                        | Detective Poley                  | |
| 2011 | Drive Angry                         | The Accountant                   | Fangoria Chainsaw Award for Best Supporting Actor |
| 2012 | Wrong                               | Master Chang                     | |
| 2013 | Phantom                             | Alex Kozlov                      | |
| 2013 | The Lone Ranger                     | Butch Cavendish                  | |
| 2013 | Elysium                             | John Carlyle                     | |
| 2014 | The Homesman                        | Vester Belknap                   | |
| 2014 | Teenage Mutant Ninja Turtles        | Eric Sacks                       | |
| 2016 | Independence Day: Resurgence        | General Joshua T. Adams          | |
| 2016 | American Wrestler: The Wizard       | Coach Plyler                     | |
| 2017 | Hot Summer Nights                   | Shep                             | |
| 2017 | The Neighbor                        | Mike                             | |
| 2017 | Krystal                             | Dr. Farley                       | |
| 2018 | 12 Strong                           | Colonel John Mulholland          | |
| 2018 | Traffik                             | Mr. Waynewright                  | |
| 2018 | O.G.                                | Danvers                          | |
| 2018 | Armed                               | Richard                          | |
| 2018 | Cold Brook                          | Ted Markham                      | De asemenea, regizor și co-scenarist |
| 2018 | All the Devil's Men                 | Brennan                          | |
| 2019 | Josie & Jack                        | Raeburn                          | |
| 2019 | Finding Steve McQueen               | Enzo Rotella                     | |
| 2021 | The Space Between                   | Donny Rumson                     | |
| 2021 | The Birthday Cake                   | Uncle Ricardo                    | |
| TBA  | The Gettysburg Address              | John G. Nicolay                  | Voce; Post-producție |
| TBA  | Hypnotic                            | TBA                              | Post-producție |